# Universidade de Ciência e Tecnologia da China
A Universidade de Ciência e Tecnologia da China (中国科学技术大学) é uma universidade nacional de pesquisa em Hefei, Anhui, China, sob a liderança direta da Academia Chinesa de Ciências (CAS). É um membro da Liga C9 formada pelas nove principais universidades do país. Fundada em Pequim pelo CAS em setembro de 1958, foi transferida para Hefei no início de 1970, durante a Revolução Cultural.